# Sōji Shimada
 (octobre 2020).
Si vous disposez d'ouvrages ou d'articles de référence ou si vous connaissez des sites web de qualité traitant du thème abordé ici, merci de compléter l'article en donnant les références utiles à sa vérifiabilité et en les liant à la section « Notes et références ».
Pour les articles homonymes, voir Shimada.
Œuvres principales
- The Tokyo Zodiac Murders (1981)

Sōji Shimada (島田 荘司, Shimada Sōji), né le 12 octobre 1948 à Fukuyama, dans la préfecture de Hiroshima, est un écrivain japonais, auteur de nombreux romans policiers.

## Œuvres principales

### Romans

#### Série policièreDétective Kiyoshi Mitarai
- The Tokyo Zodiac Murders (占星術殺人事件, Senseijutsu Satsujin Jiken (1981 Kodansha Press)?) Publié en français sous le titre Tokyo Zodiac Murders, Paris, Payot & Rivages, coll. « Rivages/Thriller », 2009  (ISBN 978-2-7436-2048-6) ; réédition, Paris, Payot & Rivages, coll. « Rivages/Noir » no 905, 2013  (ISBN 978-2-7436-2482-8)
- Murder in the Crooked Mansion (斜め屋敷の犯罪, Naname Yashiki no Hanzai (1982 Kodansha Press)?)
- The Knight Stranger (異邦の騎士, Iho no Kishi (1988 Kodansha Press)?)
- The Cannibal Tree of Dark Hill (暗闇坂の人喰いの木, Kurayamizaka Hitokui No Ki (1990 Kodansha Press)?)
- The Crystal Pyramid (水晶のピラミッド, Suisho no Pyramiddo (1991 Kodansha Press)?)
- Vertigo (眩暈, Memai (1992 Kodansha Press)?)
- Atopos (アトポス, Atoposu (1993 Kodansha Press)?)
- The Ryugatei Murders (龍臥亭事件, Ryugatei Jiken (1996 Kōbunsha Press)?)
- Hollywood Certificate (ハリウッド・サーティフィケート, Hollywood Certificate (2001 Kadokawa Shoten)?)
- Phantom Russian Warship (ロシア幽霊軍艦事件, Roshia Yurei Gunkan Ziken (2001 Harashobo Press)?)
- The Devil's Revelry (魔神の遊戯, Majin no Yugi (2002 Bungeishunjū Press)?)
- St. Nicolas' Diamond Shoes (セント・ニコラスの、ダイヤモンドの靴, Sento Nikorasu no, Diamondo no Kutsu (2002 Harabshobo Press)?)
- Nezishiki Zazetsuki (ネジ式ザゼツキー, Nezishiki Zazetsuki(2003 Kodansha Press)?)
- Illusions from Ryugatei (龍臥亭幻想, Ryugatei Gensou (Jyo/Ge) (2004 Kobunsha Press)?)
- The Phantom of the Skyscraper (摩天楼の怪人, Matenrou no Kaijin (2005 Tokyo Sougensha)?)
- The Adventures of Satomi Inubo (犬坊里美の冒険, Inubo Satomi no Bouken (2006 Kobunsha Press)?)
- The Final Pitch (最後の一球, Saigo no Ikkyu (2006 Harashobo Press)?)

#### Série policièreDétective Takeshi
Tous les titres à l’exception de The Fading Crystal Express, ont été publiés par la maison Kōbunsha. Quelques œuvres ont été adaptées pour une série télévisée produite par la TBS : La série Takeshi Yoshik.
- Overnight Express Hayabusa : the Wall of 1/60 seconds (寝台特急「はやぶさ」1/60秒の壁, Shindai Tokkyu Hayabusa 1/60byo no Kabe (1984)?) – Dramatized into TV episode 1
- The Izumo Legend:  7/8 of a Murder (出雲伝説7/8の殺人, Izumo Densetsu 7/8 no Satsuzin (1984)?)
- Crane of the North: 2/3 of a Murder (北の夕鶴2/3の殺人, Kita no Yuzuru 2/3 no Satsujin (1984)?) – Dramatized into TV episode 3
- The FadingCrystal Expres (消える「水晶特急」, Kieru Suisho Tokkyu (1984 Kadokawa Shoten)?)
- A 2/2 Chance of Death (確率2/2の死, Kakuritsu 2/2 no Shi (1985)?)
- The Blueprint of  « Y » (Yの構図, Y no Kozu (1986)?)
- Ashen Labyrinth (灰の迷宮, Hai no Meikyu (1987)?) – Dramatized into TV Episode 2
- The Night Rings a Thousand Bells (夜は千の鈴を鳴らす, Yoru wa Sen no Suzu wo Narasu (1988)?)
- Yutai Ridatsu Satsujin Jiken (幽体離脱殺人事件, Yutai Ridatsu Satsujin Jiken (1989)?) – Dramatized into TV Episode 4
- Kiso, Ten o Ugokasu (奇想、天を動かす, Kisou, Ten wo Ugokasu (1989)?)
- Hagoromo Densetsu no Kioku (羽衣伝説の記憶, Hagoromo Densetsu no Kioku (1990)?)
- Words Without "Ra" (ら抜き言葉殺人事件, Ra Nuki Kotoba Satsujin Jiken (1991)?)
- Asuka's Glass Shoes (飛鳥のガラスの靴, Asuka no Garasu no Kutsu (1991)?)
- As Tears Go By (涙流れるままに, Namida Nagarerumamani (1999)?)

#### Autres romans
- Let There Be Murder, Any Kind of Murder (嘘でもいいから殺人事件, Uso de mo Ii kara Satsujin Jiken (1984 Shueisha Press)?)
- Soseki and the London Mummy Murders (漱石と倫敦ミイラ殺人事件, Soseki to Rondon Mira Satsujin Jiken (1984 Shueisha Press)?)
- Jack the Ripper, One Hundred Years of Solitude (切り裂きジャック・百年の孤独, Kirisaki Jack Hyakunen no Kodoku (1988 Shueisha Press)?)

### Courts romans (novellas)

#### Série policièreDétective Kiyoshi Mitarai
- The Locked House of Pythagoras (Pの密室, P no Misshitsu (1999 Kodansha Press)?)
- Jack the Ripper of Kamikochi (上高地の切り裂きジャック, Kamikochi no Kirisaki Jack (2003 Harashobo Press)?)
- UFO Boulevard (UFO大通り, UFO Oodori (2006 Kodansha Press)?)
- The Allegory of Ribeltas (リベルタスの寓話, Ribeltas no Guwa (2007 Kodansha Press)?)

### Recueils de nouvelles

#### Série policièreDétective Kiyoshi Mitarai
- The Greeting of Kiyoshi Mitarai (御手洗潔の挨拶, Mitarai Kiyoshi no Aisatsu (1987 KodanshaPress)?)
- The Dance of Kiyoshi Mitarai (御手洗潔のダンス, Mitarai Kiyoshi no Dansu(1990 Kodansha Press)?)
- The Melodies of Kiyoshi Mitarai (御手洗潔のメロディ, Mitarai Kiyoshi No Melody (1998 Kodansha Press)?)
- The Last Dinner (最後のディナー, Saigo no Dinner (1999 Harashobo Press)?)
- The Drowning Mermaid (溺れる人魚, Oboreru Ningyo (2006 Harashobo Press)?)
- Shinshindo Sekai Isshu (進々堂世界一周 追憶のカシュガル, Shinshindo Sekai Isshu (2011 Shinchosha Press)?)

#### Série policièreDétective Takeshi
- The Portrait of Yoshiki Takeshi (aussi titré The Shining Crane) (吉敷竹史の肖像(2002年 「光る鶴」に改題), Yoshiki Takeshi no Shozo (Hikaru Tsuru) (2002)?)